# Porto Garibaldi
Porto Garibaldi est une frazione de la commune de Comacchio, de la province de Ferrare, qui se trouve sur la littoral de la mer Adriatique. C’est un important port de pêche, port touristique et centre balnéaire de la riviera romagnole.

## Origine
Le pays de Porto Garibaldi est né sur la rive nord du port-canal et est le plus ancien site des sept sites balnéaires de la commune de Comacchio qui composent le Lidi di Comacchio.

Le nom d’origine du lieu était Porto di Magnavacca, puis fut dédié à Giuseppe Garibaldi en mémoire de son débarquement dans la zone en 1849, pour y déposer son épouse Anita gravement malade.

## Étymologie
Le vieux toponyme dériverait du latin Magno Vacuum, qui signifie le Grand Vide.

## Géographie
Porto Garibaldi se trouve à 33 km de Ravenne sur la route Romea ou SS309 et SS16 qui monte de Ancône à Venise, et à 60 km de Ferrare par la voie rapide N°8,

## Économie
L'économie de Porto Garibaldi est principalement basé sur le tourisme estive, avec la présence de nombreux établissements balnéaires et sur la pêche.

## Événements et festivités
- Festa della Madonna del Mare (fête de la Madone de la mer) qui se célèbre le premier dimanche de juin avec la traditionnelle procession des pêcheurs et embarcations.
- Festa dell'Ospitalità (fête de l’hospitalité) le soir du 14 août, connue pour la dégustation des sardines grillées préparées par les pêcheurs.

## Sources
- (it) Cet article est partiellement ou en totalité issu de l’article de Wikipédia en italien intitulé « Porto Garibaldi » (voir la liste des auteurs) le 09/04/2012.